# Ithomisa
Ithomisa is een geslacht van vlinders van de familie nachtpauwogen (Saturniidae), uit de onderfamilie Hemileucinae.

## Soorten
- I. catherina (Schaus, 1896)
- I. kinkelini Ch. Oberthür, 1881
- I. lepta (Druce, 1890)
- I. umbrata Oiticica Filho, 1958